# 皮诺斯赫尼尔
皮诺斯赫尼尔，是西班牙安达卢西亚自治区格拉纳达省的一个市镇。总面积14平方公里，
2001年普查人口總數為1309人，人口密度為每平方公里94人。